# Графеншахен
Графеншахен (нем. Grafenschachen) — община (нем. Gemeinde) в Австрии, в федеральной земле Бургенланд. 
Входит в состав округа Оберварт.  Площадь общины составляет 9,94 км², население — 1249 человек (1 января 2021), плотность населения — 126 чел./км². Идентификационный код  —  1 09 04.

## Население
| Год  | Численность |
| ---- | ----------- |
| 1869 | 923         |
| 1889 | 1031        |
| 1890 | 1191        |
| 1900 | 1218        |
| 1910 | 1163        |
| 1923 | 1085        |
| 1934 | 1063        |
| 1939 | 1053        |
| 1951 | 1029        |
| 1961 | 1087        |
| 1971 | 1157        |
| 1981 | 1153        |
| 1991 | 1161        |
| 2001 | 1177        |
| 2011 | 1252        |
| 2021 | 1249        |

## Политическая ситуация
Бургомистр общины — Рихард Лойдль (СДПА) по результатам выборов 2007 года.
Совет представителей общины (нем. Gemeinderat) состоит из 19 мест.
- СДПА занимает 13 мест.
- АНП занимает 6 мест.